# Marko Johansson
Marko Johansson (* 25. August 1998 in Malmö) ist ein schwedischer Fußballtorwart. Er stand zuletzt bei Eintracht Braunschweig unter Vertrag.

## Karriere

### Erste Stationen in Schweden
Johansson entstammt der Jugend des Malmö FF, beim seinerzeit amtierenden schwedischen Meister rückte er als Ersatzmann hinter Robin Olsen und Zlatan Azinović 2015 in den Profikader auf. Nach dem Abgang Olsens rückte er in der Hierarchie im Sommer nach oben und kam im Qualifikationsspiel zur Gruppenphase der UEFA Champions League 2015/16 gegen den litauischen Vertreter FK Žalgiris Vilnius zu einem Kurzeinsatz, als er in der zweiten Halbzeit für Azinović eingewechselt wurde und mit einem 1:0-Auswärtssieg die nächste Runde erreichte. Wenige Tage später verpflichtete der Klub mit Johan Wiland eine neue „Nummer 1“. Anschließend spielte Johansson wieder vornehmlich in den U19- bzw. U21-Mannschaften des Vereins. In den Spielzeiten 2014/15 (1) und 2015/16 (6) absolvierte er insgesamt 7 Spiele für die U19 in der UEFA Youth League.
Nachdem Johansson im Laufe des Jahres 2016 einzig bei der 1:3-Niederlage im Pokalspiel gegen Landskrona BoIS von Trainer Allan Kuhn in der Profimannschaft eingesetzt worden war, verlieh Malmö FF Johansson Anfang 2017 an den Kooperationspartner Trelleborgs FF in die zweitklassige Superettan. Dort setzte Trainer Patrick Winqvist direkt auf den Nachwuchsmann und betraute ihn mit der Rolle des Stammtorwarts. Im Sommer des Jahres nahm er mit der schwedischen U-19-Auswahlmannschaft an der U-19-Europameisterschaft 2017 in Georgien teil, beendete das Turnier jedoch als Gruppenletzter am Ende der Vorrunde. Bereits vorher hatte er für diverse Nachwuchsnationalmannschaften des Svenska Fotbollförbundet gespielt.
Am Ende der Zweitliga-Spielzeit 2017 stieg Johansson über die gegen Jönköpings Södra IF erfolgreich gestaltete Relegation in die Allsvenskan auf. Nach 59 von 60 Ligaspielen für Trelleborgs FF kehrte er Ende 2018 zu Malmö FF zurück, wurde jedoch Anfang 2019 erneut verliehen: für eine Spielzeit landete er ab Januar des Jahres beim Göteborger Klub GAIS in der Superettan. In der Zweitliga-Spielzeit 2019 trug er in 29 Ligaspielen zum Klassenerhalt des Klubs bei. Unterdessen rückte er auch in den Kader der schwedischen U-21-Auswahlmannschaft auf, war aber meistens nur Ersatzmann hinter Pontus Dahlberg und kam nur zu einem einsatz gegen Luxemburgs U21-Mannschaft. Seiner Rückkehr zu Malmö FF ach Saisonende schloss sich Anfang 2020 die nächste Leihe an, er wurde zunächst für ein Jahr zu Mjällby AIF transferiert. Auf Wunsch des Spielers wurde das Leihgeschäft jedoch bereits im Sommer vorzeitig abgebrochen.
Einen Monat nach seiner vorzeitigen Rückkehr zu Malmö FF verlängerte Johansson seinen Vertrag vorzeitig bis Ende 2022. Zuvor hatte er sich im Duell mit Nachwuchstorhüter Lamin Sarr den Stammplatz im Tor des mehrfachen schwedischen Meisters erkämpft, um den verletzt ausfallenden vormaligen schwedischen Nationaltorhüter Johan Dahlin zu ersetzen. Am Ende der Spielzeit 2020 gewann er nach 16 Saisoneinsätzen den Meistertitel mit dem Klub. Auch zu Beginn der folgenden Spielzeit stand er als Verletzungsvertretung Dahlins zunächst noch im Tor, nach dessen Rückkehr im Sommer war er jedoch erneut in der Meisterschaft und der Qualifikation zur UEFA Champions League 2021/22 nur Ersatzmann.

### Hamburger SV
Nach 9 Ligaeinsätzen in der Spielzeit 2021 wechselte Johansson im August 2021 nach Deutschland in die 2. Bundesliga zum Hamburger SV, bei dem er einen Vertrag bis zum 30. Juni 2025 unterschrieb. Unter Tim Walter war er zunächst vor Tom Mickel und Leo Oppermann der Ersatz des Stammtorhüters Daniel Heuer Fernandes. Als sich dieser im Oktober 2022 verletzt hatte, absolvierte der Schwede die übrigen 7 Ligaspiele bis zur Winterpause. Anschließend war er wieder die „Nummer 2“. Ab Anfang April 2022 saß Johansson aus disziplinarischen Gründen nicht mehr auf der Bank; seinen Platz übernahm Mickel.
Während der Sommerpause 2022 verpflichtete der HSV mit Matheo Raab eine neue „Nummer 2“ für die Profimannschaft. Johansson wurde dadurch zur 5. Wahl und reiste daher nicht mit in das Trainingslager, sondern wurde freigestellt und mit einer Gastspielgenehmigung für andere Vereine ausgestattet. Zunächst trainierte er bei seinem ehemaligen Verein Malmö FF. Anschließend absolvierte der Schwede ein Probetraining inklusive Testspiel beim belgischen Erstligisten KV Ostende, eine Verpflichtung kam allerdings nicht zustande. Daraufhin stieg Johansson wieder bei Malmö FF in das Training ein. Anfang August 2022 kehrte er zum HSV zurück.

### Über Bochum nach Halmstad
Anfang September 2022 wechselte Johansson am letzten Tag der Transferperiode bis zum Ende der Saison 2022/23 auf Leihbasis in die Bundesliga zum VfL Bochum. Dort ersetzt er hinter Manuel Riemann und Michael Esser den verletzten dritten Torhüter Paul Grave, der nach einer Operation an der Schulter mehrere Monate ausfiel. Er saß bis zum Saisonende bei 8 Bundesliga- und 2 DFB-Pokal-Spielen auf der Bank, kam aber nicht zum Einsatz. Der VfL Bochum erreichte den Klassenerhalt, woraufhin er den Verein verließ.
Zum Beginn der Sommervorbereitung 2023 kehrte Johansson nicht zum HSV zurück. Er stieg stattdessen als Gastspieler in das Training des Zweitligakonkurrenten und Aufsteigers VfL Osnabrück ein. Eine Verpflichtung kam allerdings nicht zustande. Johansson blieb vom HSV freigestellt und wechselte Anfang August 2023 bis zum Ende der Saison 2023 auf Leihbasis in seine Heimat zum Halmstads BK. Dort ersetzte er den aufgrund mentaler Probleme pausierenden Malkolm Nilsson Säfqvist und kam bis zum Saisonende auf 11 Ligaeinsätze. Obwohl er mit dem Verein den Klassenerhalt schaffte, sah dieser von einer Weiterverpflichtung ab.

### Zurück nach Deutschland
Als die Saison in Schweden im November 2023 beendet war, kehrte Johansson erneut nicht zum HSV zurück. Stattdessen hielt er sich privat fit, auch als er ab Januar 2024 wieder für die Hamburger spielberechtigt war. Ende Januar 2024 wechselte Johansson bis zum Ende der Saison 2023/24 auf Leihbasis zum HSV-Ligakonkurrenten Hansa Rostock. Dort ersetzte er den Ersatztorwart Nils Körber, der am selben Tag zur SpVgg Greuther Fürth gewechselt war. Bei den abstiegsbedrohten Rostockern war der Schwede hinter Markus Kolke die „Nummer 2“ und blieb ohne Einsatz. Am Saisonende stieg Hansa Rostock als Vorletzter in die 3. Liga ab, woraufhin er den Verein wieder verließ.
Zur Sommervorbereitung 2024 kehrte Johansson zum HSV zurück und stieg in das Training der zweiten Mannschaft ein. Anfang August 2024 wechselte er zum Zweitligakonkurrenten Eintracht Braunschweig, bei dem er einen Vertrag bis zum Ende der Saison 2024/25 unterschrieb. Johansson sollte dort hinter Lennart Grill den Ersatztorhüter Tino Casali ersetzten, der sich in der Vorbereitung einen Kreuzbandriss zugezogen hatte. Johansson debütierte am 9. Spieltag, als er nach einem Platzverweis gegen Grill im Laufe der zweiten Halbzeit eingewechselt wurde. Anschließend konnte er seinen Platz als Stammtorhüter behaupten. Im Januar 2025 verließ Grill ohne weiteren Einsatz den Verein, der dafür Ron-Thorben Hoffmann verpflichtete. Johansson brach sich zeitgleich den Daumen. Im Sommer 2025 verließ er den Verein.

## Erfolge
- Schwedischer Meister: 2016 (ohne Einsatz), 2020
- Aufstieg in die Fotbollsallsvenskan: 2017